# Stanghella
Stanghella ist eine nordostitalienische Gemeinde (comune) mit 4122 Einwohnern (Stand 31. Dezember 2023) in der Provinz Padua in Venetien. Die Gemeinde liegt etwa 32 Kilometer südsüdwestlich von Padua und etwa 7,5 Kilometer nordnordwestlich von Rovigo am canale Tramezzo, der etwa parallel zum Etsch verläuft.

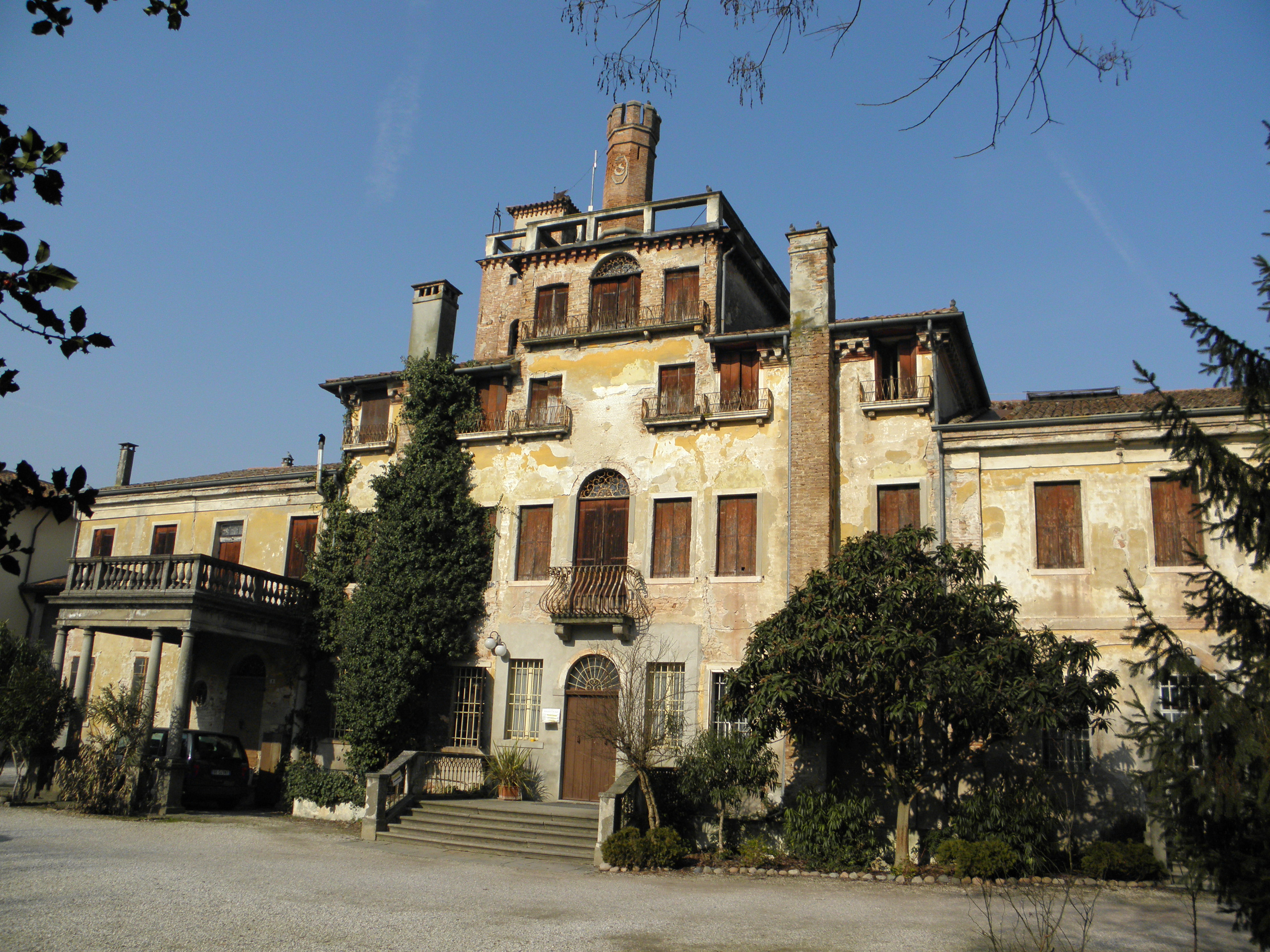
Villa Centanini in Stanghella

## Gemeindepartnerschaft
- Jardin, Département Isère, Frankreich

## Verkehr
Durch Stanghella führt die Strada Statale 16 Adriatica von Padua kommend Richtung Ferrara und Adriaküste. Die Autostrada A13 kommt ebenfalls von Padua und führt weiter nach Bologna. Der Bahnhof von Stanghella liegt an der Bahnstrecke Padua–Bologna.

## Persönlichkeiten
- Aldo Canazza (1908–2002), Radrennfahrer